# Monhoudou
Monhoudou est une commune française, située dans le département de la Sarthe en région Pays de la Loire, peuplée de 207 habitants.
La commune fait partie de la province historique du Maine, et se situe dans le Saosnois.

## Géographie
Les principaux lieux-dits sont Montfreslon et le Chesnay.
| Saint-Calez-en-Saosnois | Saint-Calez-en-Saosnois | Commerveil                             |
| Courgains               | Monhoudou               | Saint-Vincent-des-Prés                 |
| Marolles-les-Braults    | Marolles-les-Braults    | Avesnes-en-Saosnois, Moncé-en-Saosnois |

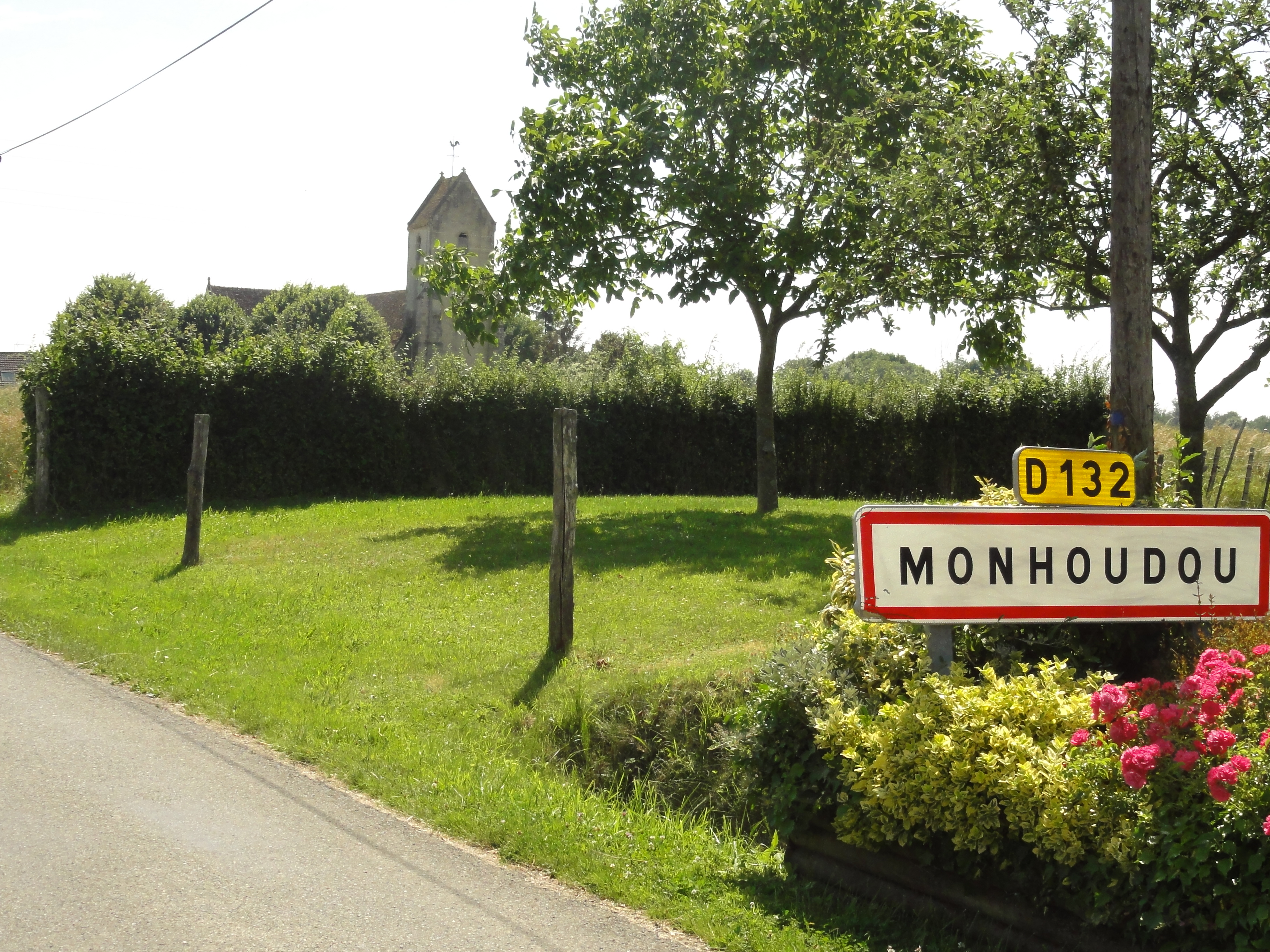
Entrée de Monhoudou.
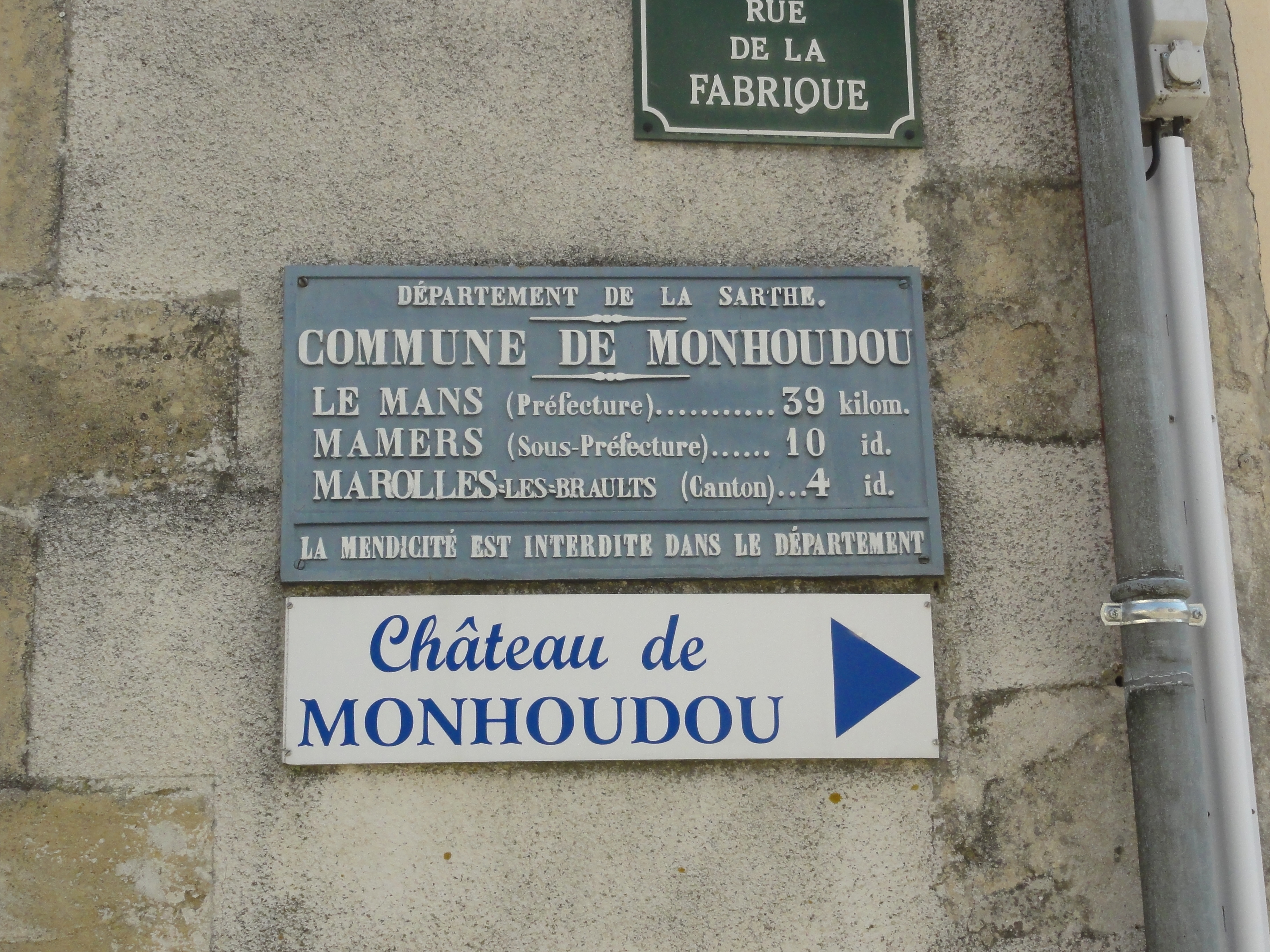
Plaque de cocher commune de Monhoudou.
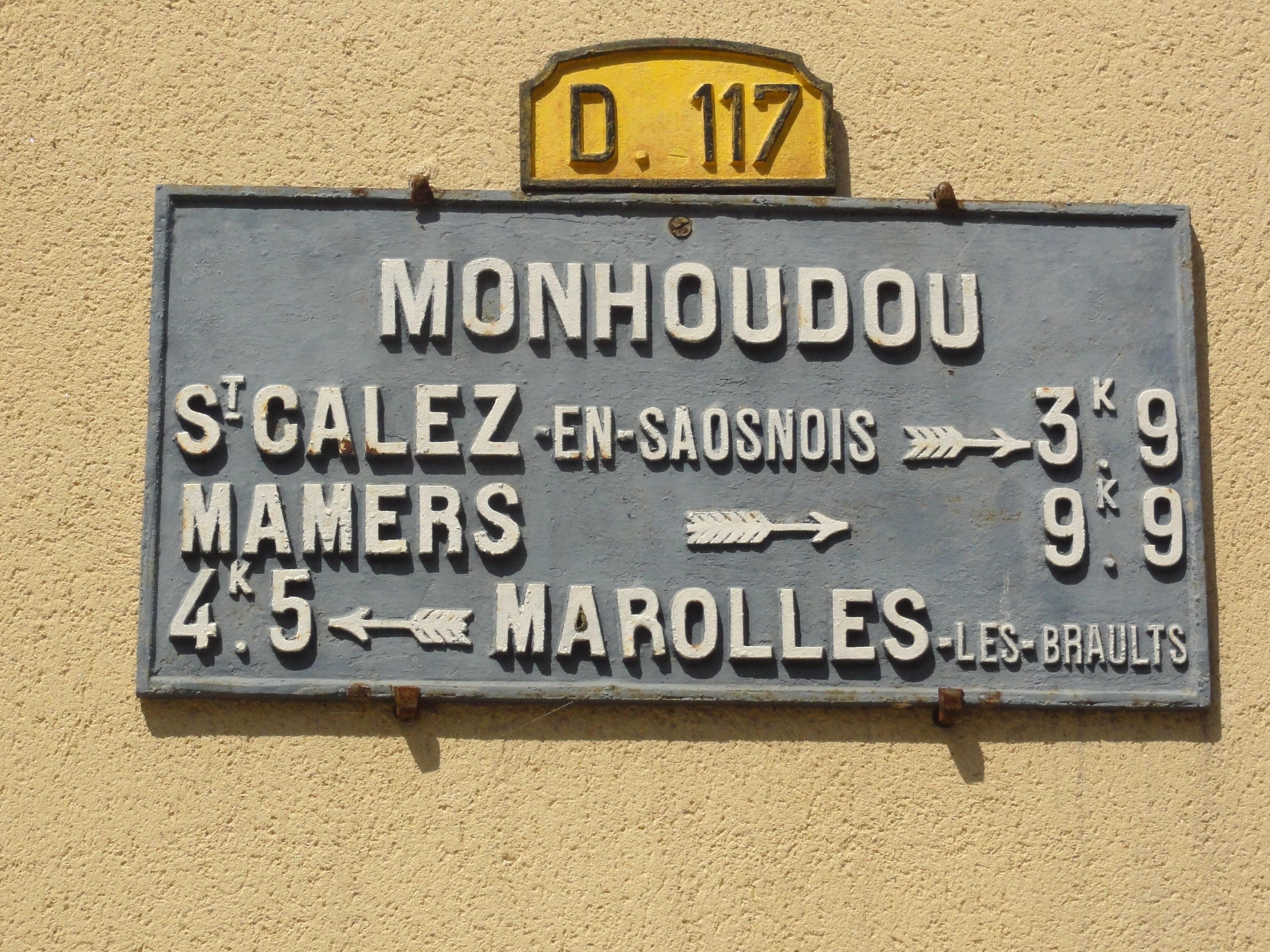
Plaque de cocher D117.
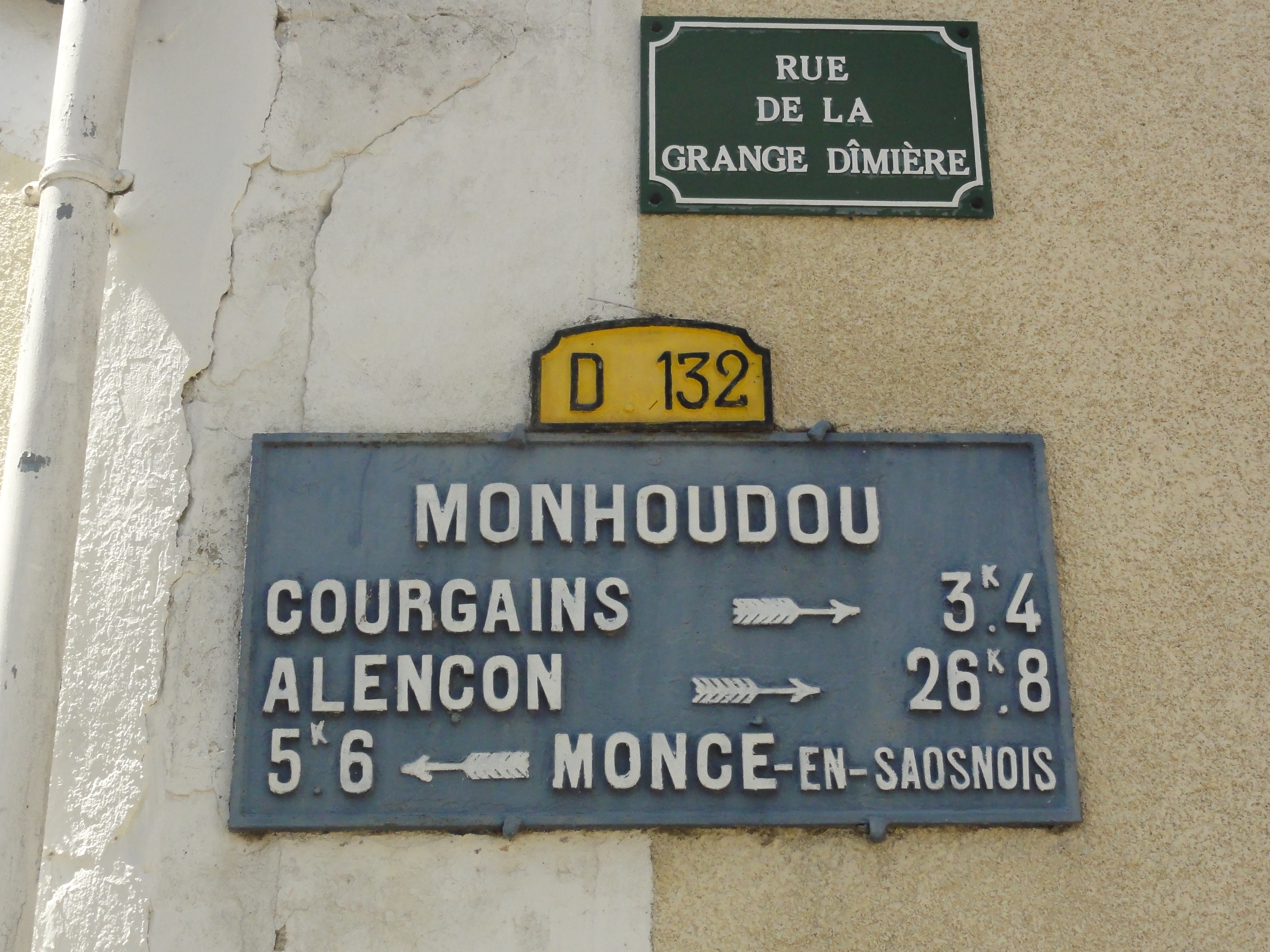
Plaque de cocher D132.

### Climat
Pour des articles plus généraux, voir Climat des Pays de la Loire et Climat de la Sarthe.
En 2010, le climat de la commune est de type climat océanique dégradé des plaines du Centre et du Nord, selon une étude du CNRS s'appuyant sur une série de données couvrant la période 1971-2000. En 2020, Météo-France publie une typologie des climats de la France métropolitaine dans laquelle la commune est exposée à un climat océanique altéré et est dans une zone de transition entre les régions climatiques « Normandie (Cotentin, Orne) » et « Moyenne vallée de la Loire ». 
Pour la période 1971-2000, la température annuelle moyenne est de 10,9 °C, avec une amplitude thermique annuelle de 14 °C. Le cumul annuel moyen de précipitations est de 724 mm, avec 11,8 jours de précipitations en janvier et 7,4 jours en juillet. Pour la période 1991-2020, la température moyenne annuelle observée sur la station météorologique de Météo-France la plus proche, « Commerveil_sapc », sur la commune de Commerveil à 4 km à vol d'oiseau, est de 11,9 °C et le cumul annuel moyen de précipitations est de 712,2 mm,. Pour l'avenir, les paramètres climatiques de la commune estimés pour 2050 selon différents scénarios d'émission de gaz à effet de serre sont consultables sur un site dédié publié par Météo-France en novembre 2022.

## Urbanisme

### Typologie
Au 1er janvier 2024, Monhoudou est catégorisée commune rurale à habitat dispersé, selon la nouvelle grille communale de densité à sept niveaux définie par l'Insee en 2022.
Elle est située hors unité urbaine. Par ailleurs la commune fait partie de l'aire d'attraction de Mamers, dont elle est une commune de la couronne,. Cette aire, qui regroupe 21 communes, est catégorisée dans les aires de moins de 50 000 habitants,.

### Occupation des sols
L'occupation des sols de la commune, telle qu'elle ressort de la base de données européenne d’occupation biophysique des sols Corine Land Cover (CLC), est marquée par l'importance des territoires agricoles (91,8 % en 2018), une proportion identique à celle de 1990 (91,8 %). La répartition détaillée en 2018 est la suivante : 
terres arables (69,5 %), prairies (17 %), zones urbanisées (5,9 %), zones agricoles hétérogènes (5,4 %), espaces verts artificialisés, non agricoles (2,3 %). L'évolution de l’occupation des sols de la commune et de ses infrastructures peut être observée sur les différentes représentations cartographiques du territoire : la carte de Cassini (XVIIIe siècle), la carte d'état-major (1820-1866) et les cartes ou photos aériennes de l'IGN pour la période actuelle (1950 à aujourd'hui).

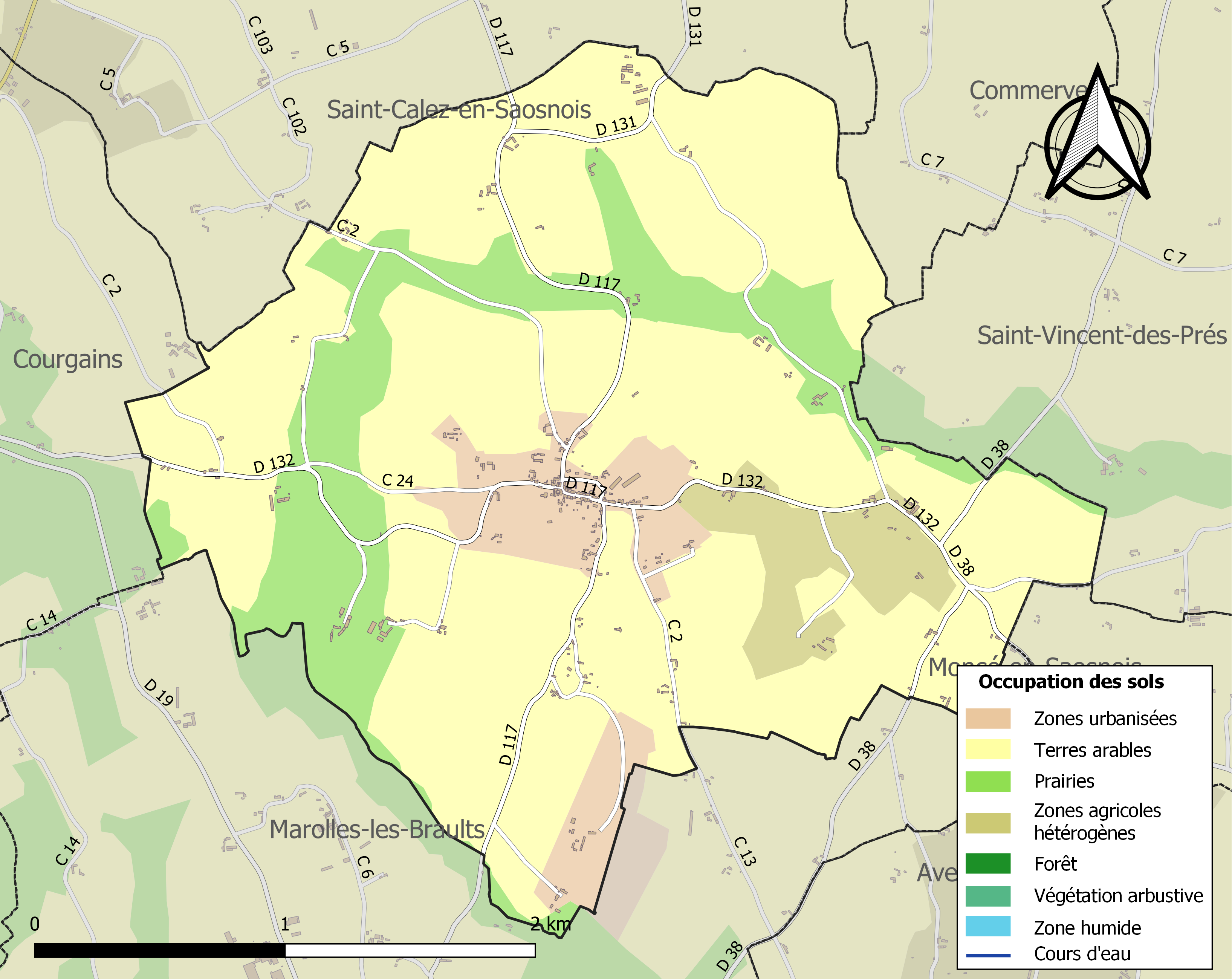
Carte des infrastructures et de l'occupation des sols de la commune en 2018 (CLC).

## Toponymie
Le nom de la localité est attesté sous la forme de Monte Heldul en 1080,. Il est issu du latin mons/montem et d'un anthroponyme germanique tel que Hildulf ou Hildulfus,.
Le gentilé est Monthélodien.

## Histoire
Les fossés de Robert II de Bellême (que quelques auteurs identifient à Robert le Diable) sont encore visibles. Robert II de Bellême décide au XIe siècle de relier entre eux ses châteaux par une fortification continue qui est visible à Monhoudou.

## Politique et administration
| Période                                  | Période  | Identité            | Étiquette | Qualité     |
| ---------------------------------------- | -------- | ------------------- | --------- | ----------- |
| (avant 1988)                             | En cours | Michel de Monhoudou | DVD       | Agriculteur |
| Les données manquantes sont à compléter. |          |                     |           |             |

Le conseil municipal est composé de onze membres dont le maire et deux adjoints.

### Vie associative et sportive

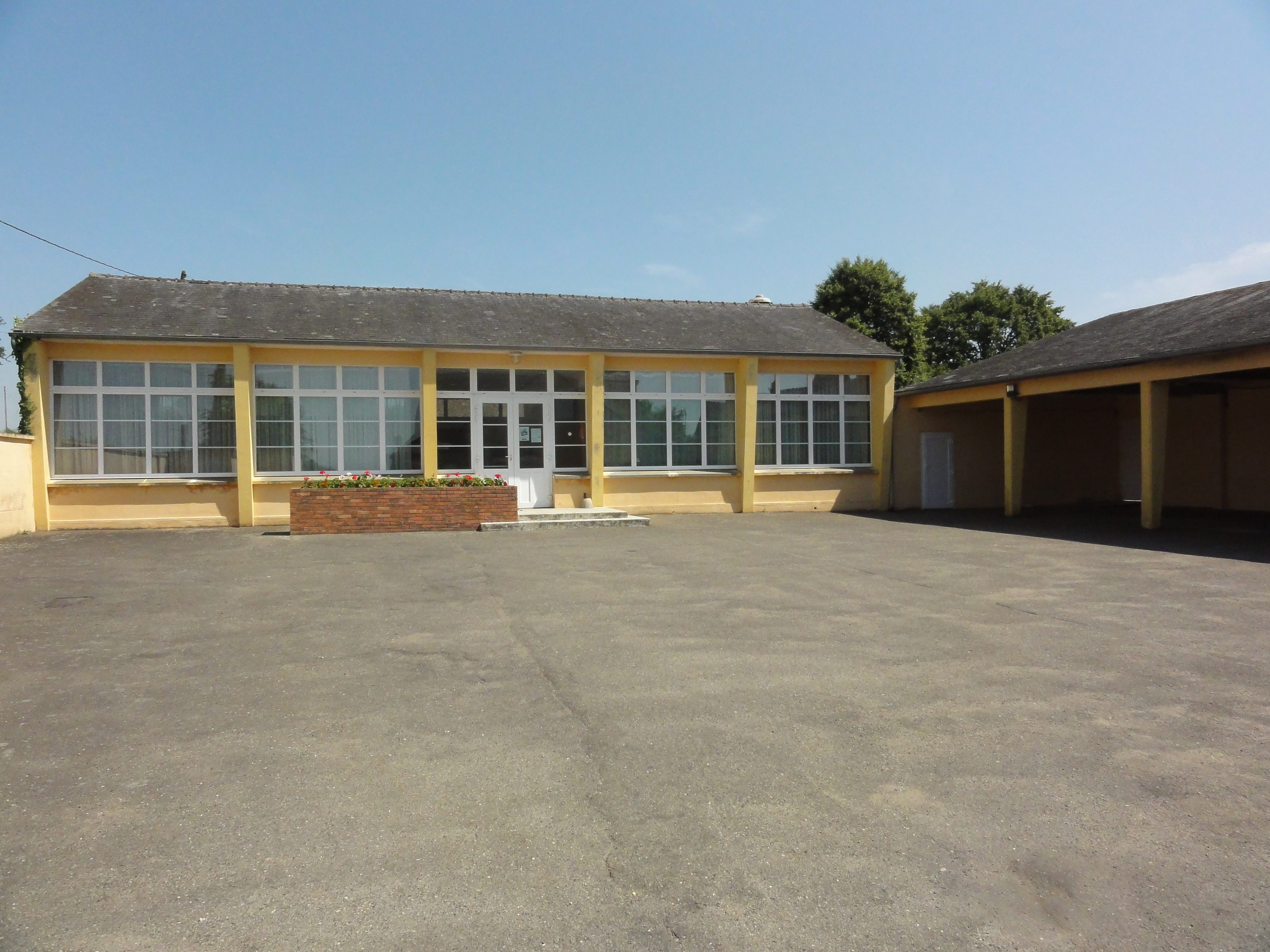
Salle des fêtes.

## Démographie
L'évolution du nombre d'habitants est connue à travers les recensements de la population effectués dans la commune depuis 1793. Pour les communes de moins de 10 000 habitants, une enquête de recensement portant sur toute la population est réalisée tous les cinq ans, les populations de référence des années intermédiaires étant quant à elles estimées par interpolation ou extrapolation. Pour la commune, le premier recensement exhaustif entrant dans le cadre du nouveau dispositif a été réalisé en 2007.
En 2022, la commune comptait 207 habitants, en évolution de −2,36 % par rapport à 2016 (Sarthe : −0,25 %, France hors Mayotte : +2,11 %).
Monhoudou a compté jusqu'à 749 habitants en 1831.
| 1793 | 1800 | 1806 | 1821 | 1831 | 1836 | 1841 | 1846 | 1851 |
| ---- | ---- | ---- | ---- | ---- | ---- | ---- | ---- | ---- |
| 644  | 749  | 820  | 800  | 850  | 749  | 717  | 702  | 690  |

| 1856 | 1861 | 1866 | 1872 | 1876 | 1881 | 1886 | 1891 | 1896 |
| ---- | ---- | ---- | ---- | ---- | ---- | ---- | ---- | ---- |
| 673  | 649  | 600  | 594  | 570  | 568  | 528  | 496  | 484  |

| 1901 | 1906 | 1911 | 1921 | 1926 | 1931 | 1936 | 1946 | 1954 |
| ---- | ---- | ---- | ---- | ---- | ---- | ---- | ---- | ---- |
| 447  | 452  | 449  | 402  | 388  | 388  | 380  | 395  | 373  |

| 1962 | 1968 | 1975 | 1982 | 1990 | 1999 | 2006 | 2007 | 2012 |
| ---- | ---- | ---- | ---- | ---- | ---- | ---- | ---- | ---- |
| 336  | 320  | 262  | 226  | 169  | 192  | 198  | 199  | 224  |

| 2017 | 2022 | - | - | - | - | - | - | - |
| ---- | ---- | - | - | - | - | - | - | - |
| 207  | 207  | - | - | - | - | - | - | - |

## Culture locale et patrimoine

### Lieux et monuments
- Église Saint-Hélier, du XIIe. Elle abrite plusieurs œuvres (dont deux retables) classées monuments historiques au titre d'objets[21].
- Monument aux morts, contre l'église.
- Château de Courbomer, du XIVe ou XVe siècle, au XIXe siècle[22].
- Des croix et un calvaire, qui date des XIXe et XXe siècles. Il serait construit à l'emplacement de l'ancienne potence des seigneurs de Monhoudou.
- Four à chanvre.

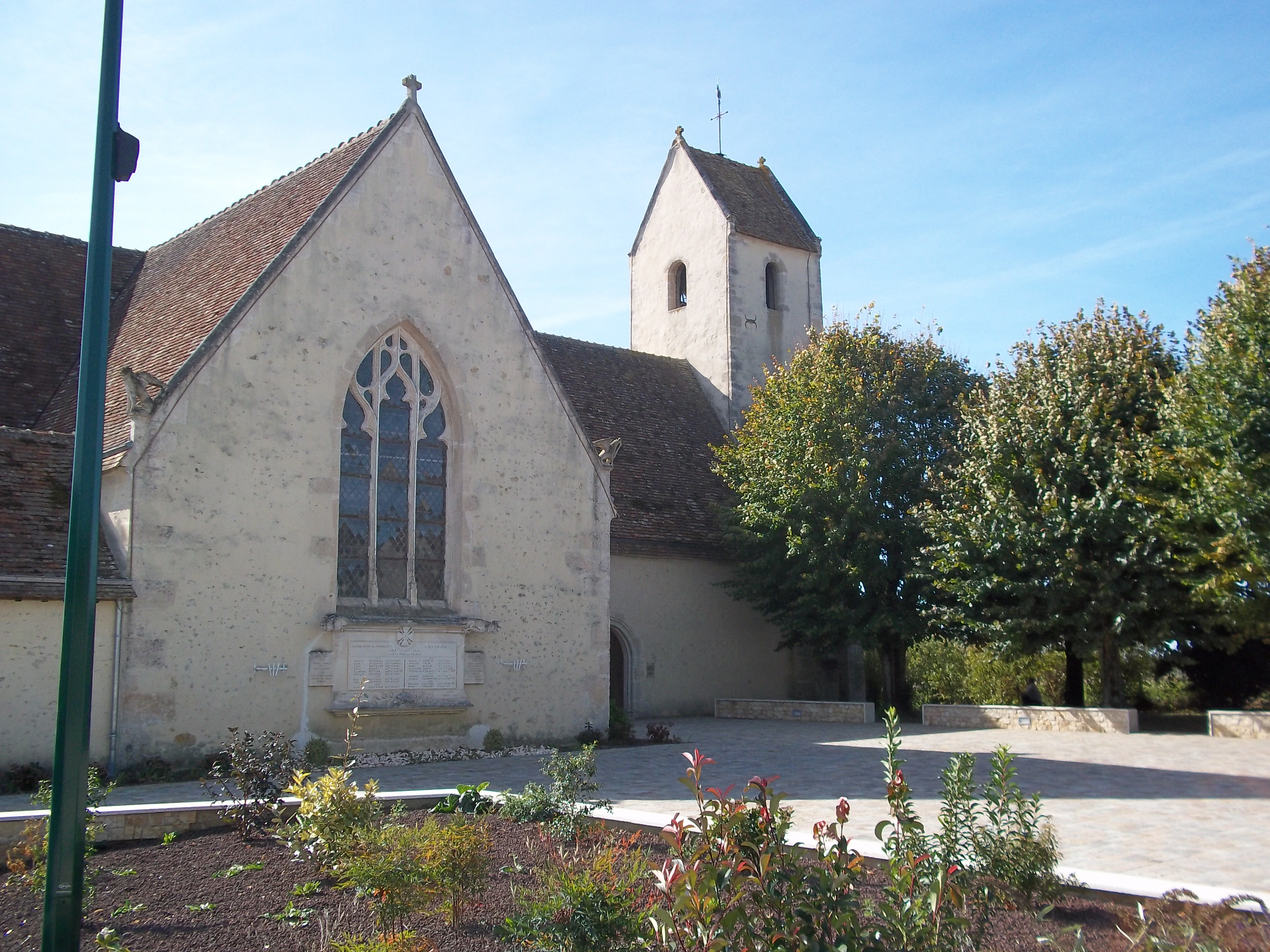
Église Saint-Hélier.
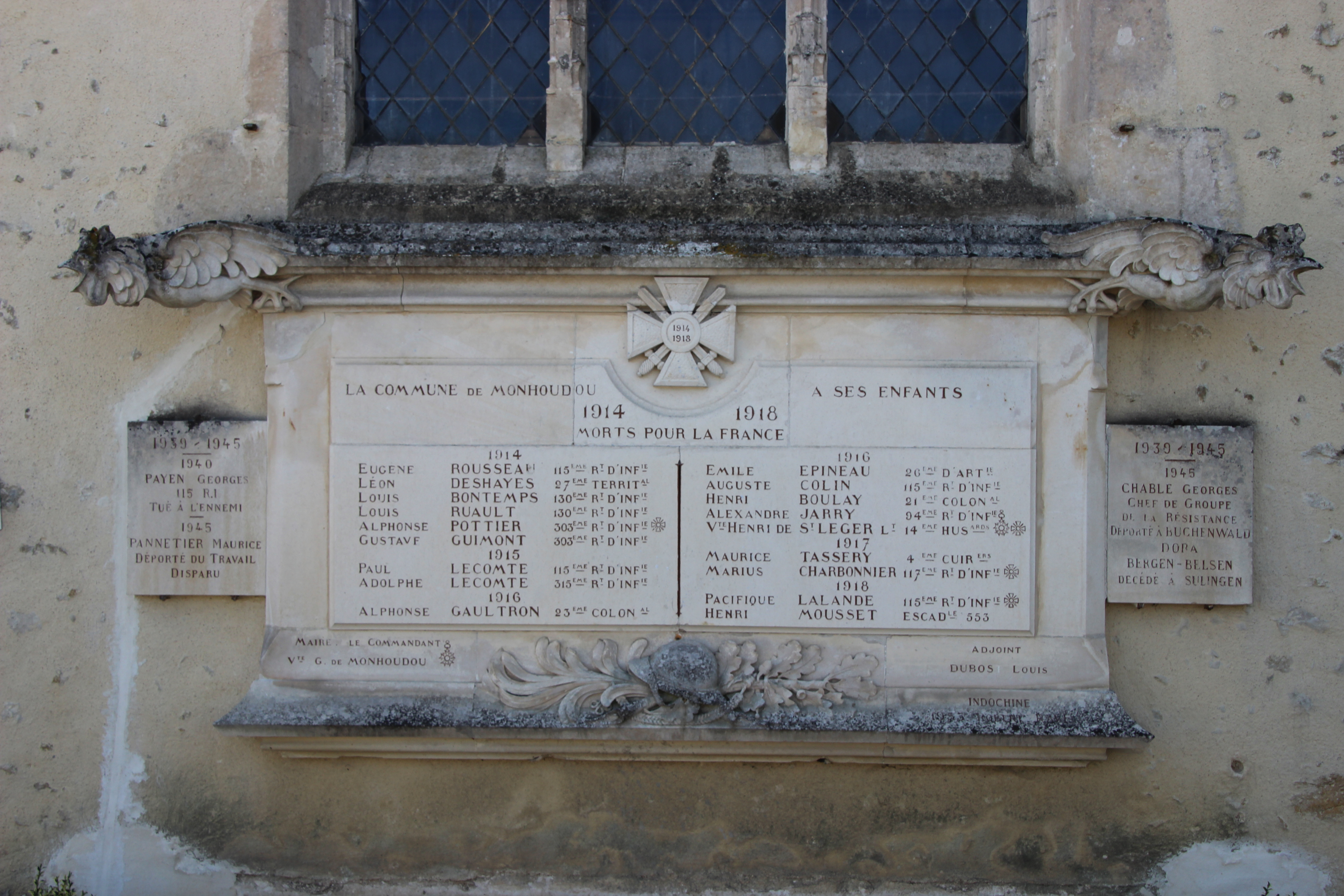
Monument aux morts.
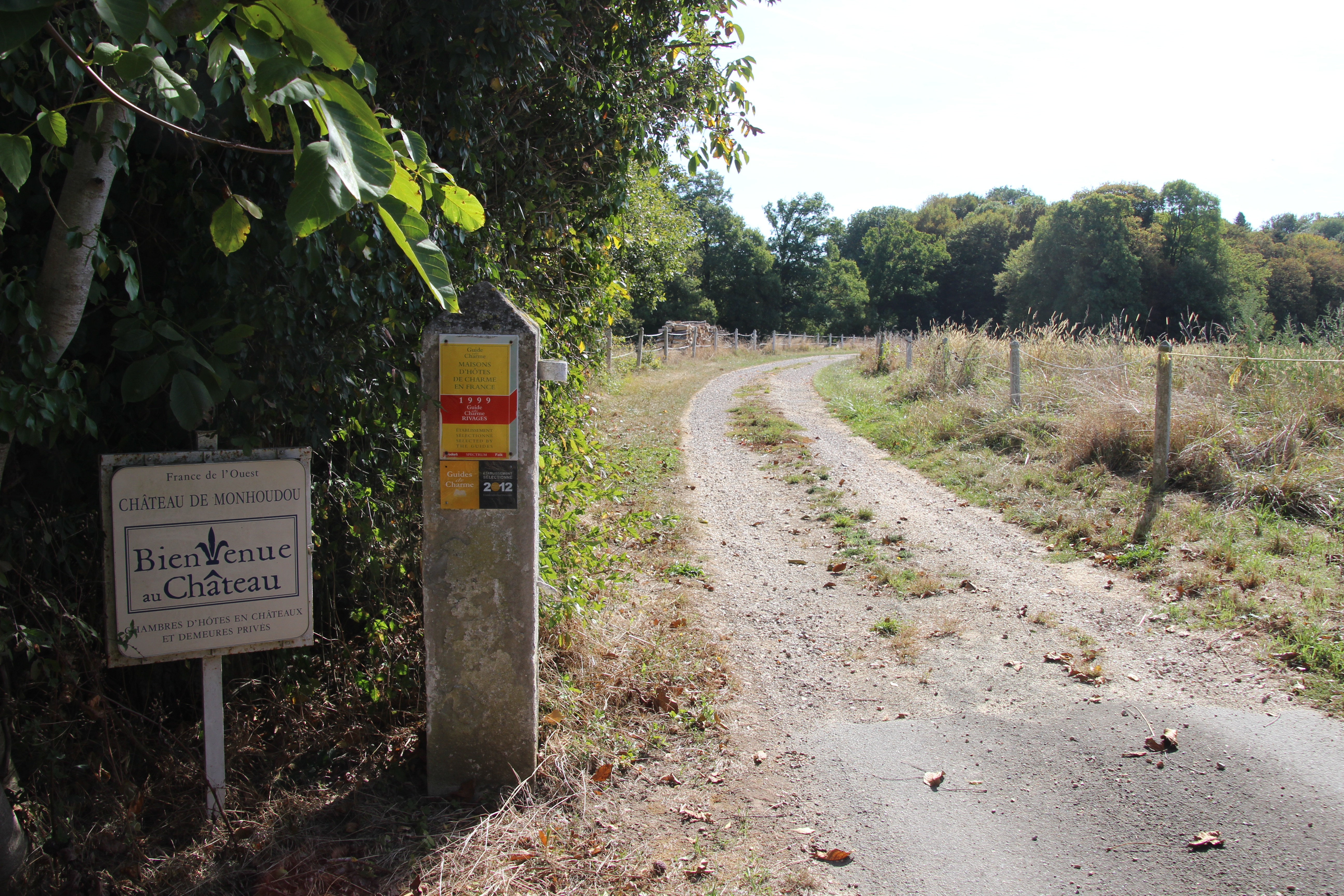
Chemin d'accès au château de Monhoudou.
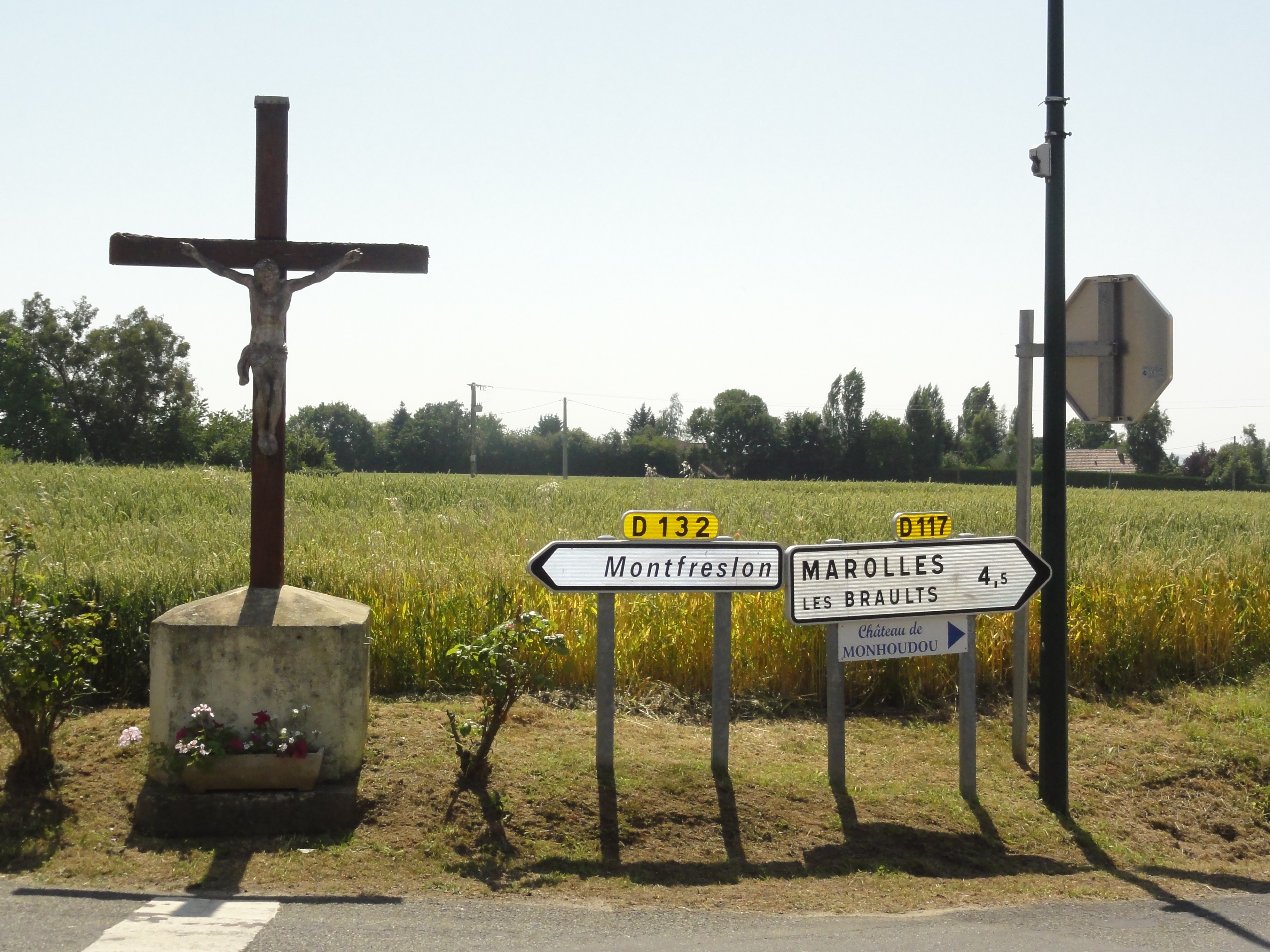
Croix, D132 - D117.
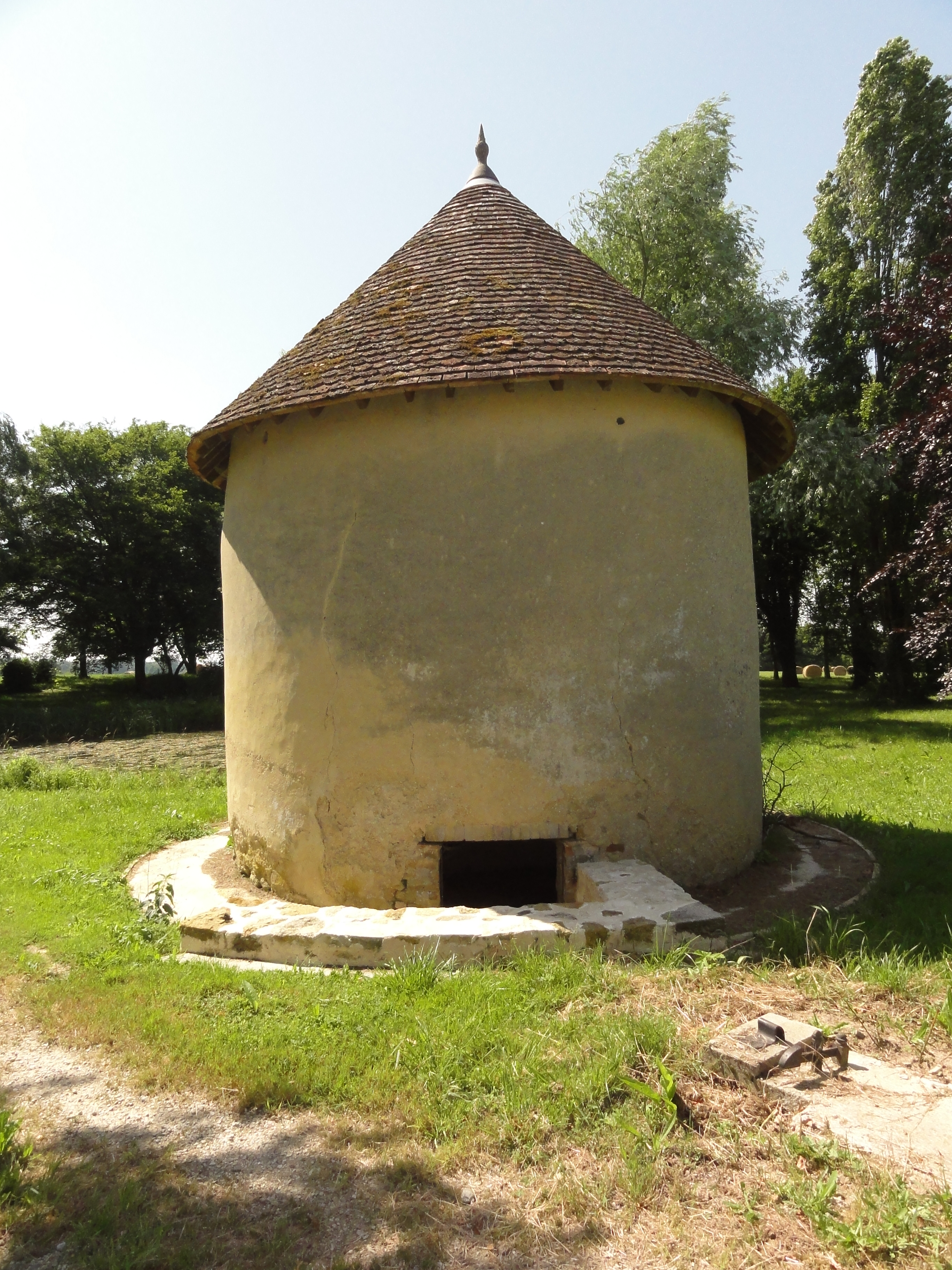
Four à chanvre.

### Héraldique
| Blason de Monhoudou | Blason  | D'or à trois têtes de lion arrachées d'azur, lampassées de gueules ; au chef de gueules. |
| Blason de Monhoudou | Détails | Le statut officiel du blason reste à déterminer.                                         |